# ديميتار ماراشبيف
ديميتار ماراشبيف (بالبلغارية: Димитър Марашлиев)‏ مواليد 31 أغسطس 1947 في بلغاريا - الوفاة 12 يوليو 2018 في صوفيا، كان لاعب كرة قدم بلغاري كان يلعب في مركز الهجوم. سبق له أن لعب في كأس العالم لكرة القدم مع منتخب بلاده في مونديال عام 1970م.

## المسيرة الاحترافية

### أندية لعب لها
- سبارتاك بلوفديف
- سسكا صوفيا
- نادي تشيرنو مور فارنا

## روابط خارجية
- ديميتار ماراشبيف على موقع الاتحاد الدولي (مؤرشف)  (الإنجليزية)
- ديميتار ماراشبيف على موقع قاعدة بيانات كرة القدم.إي يو (الإنجليزية)
- ديميتار ماراشبيف على موقع ناشيونال فوتبول تيمز (الإنجليزية)
- ديميتار ماراشبيف على موقع عالم كرة القدم.نت (الإنجليزية)